# La Petite Marchande d'allumettes
Pour plus de détails, voir Fiche technique et Distribution.
La Petite Marchande d'allumettes est un film français réalisé par Jean Renoir, sorti en 1928.

## Synopsis
« Ça serait bon de se réchauffer à la flamme d'une allumette » se dit Karen, la petite marchande d'allumettes qui grelotte de froid sous la neige en cette période de Noël. Réfugiée sous une palissade, alors qu'elle s'est fait rabrouer par des bourgeois pressés qui ne lui ont rien acheté, elle s'endort sous le froid, et elle rêve.
Elle rêve qu'elle danse, puis elle se retrouve dans un magasin de jouets où elle passe en revue des soldats de bois avant de tomber amoureuse du lieutenant avec qui elle danse. Mais un hussard noir, mué par un ressort, jaillit d'une boîte: « J'ai rendez-vous ce soir avec Karen. Je suis la mort ». Pour prouver sa puissance, il « tue » les soldats de bois, arrête la poupée mécanique et fait rentrer le lapin en peluche. Karen et son officier fuient à cheval dans les nuages, poursuivis par la mort qui provoque en duel le jeune homme et le tue. Puis elle se saisit de Karen inanimée et la dépose au pied d'une croix. Un de ses cheveux est resté accroché au dolman du hussard noir qui s'en débarrasse. Le cheveu vient se coller à la croix qui se transforme en rosier. Les pétales des roses tombent en pluie sur le sol où repose Karen. Retour à la réalité. Ce que nous croyons être des pétales ne sont que flocons de neige qui recouvrent le visage de la petite marchande d'allumettes endormie pour toujours.

## Fiche technique
- Titre : La Petite Marchande d'allumettes
- Réalisation : Jean Renoir
- Scénario : Jean Renoir, d'après La Petite Fille aux allumettes de Hans Christian Andersen
- Musique : Maxime Jacob, Dom Clément Jacob en religion
- Photographie : Jean Bachelet
- Décors : Erik Aaes
- Montage : Jean Renoir
- Effets spéciaux Mercier
- Production : Jean Renoir et Jean Tedesco
- Pays de production : France
- Format : noir et blanc (panchromatique) - 1,85:1 (Vistavision) - son Syncronista (1929)
- Genre : drame
- Durée : 29 minutes (796 m)
- Date de sortie : 
  - 31 mars 1928 (Monaco)
  - Première 31 mars 1928, Alhambra, Genève
  - 1er juin 1928, Vieux Colombier, Paris
  - 23 décembre 1929, AvenuePavilion, Londres
  - 1er février 1954, Musée d'art Moderne New-YorK
- Affiche : René Péron (France)

## Distribution
- Catherine Hessling : Karen, la petite marchande d'allumettes
- Jean Storm : le jeune homme et le soldat
- Manuel Raabi : l'agent de police et le hussard de la mort
- Amy Wells : la poupée mécanique
- Comtesse Tolstoï : la dame au chien
- Madame Heuschling : une passante
- Guy Ferrant
- Kira Makaroff

## Production
Le tournage a lieu du août 1927 au janvier 1928. Les intérieurs sont filmés au Vieux Colombier[Quoi ?], à Paris, les extérieurs aux dunes de sables de Marly.